# Ус-Кюёль
Ус-Кюёль (якут. Уус Күөлэ) — село в Усть-Алданском улусе Республики Саха (Якутия) Российской Федерации. Административный центр Курбусахского наслега.

## География
Село находится в центральной части Якутии, в пределах Центральноякутской равнины, на расстоянии примерно 32 км (по прямой) к юго-востоку от села Борогонцы, административного центра улуса.
Климат
Климат характеризуется как резко континентальный. Средняя температура воздуха самого тёплого месяца (июля) составляет 18,7 °C; самого холодного (января) — −42,6 °C. Среднегодовое количество атмосферных осадков составляет 234 мм. Основное количество осадков выпадает в период с апреля по октябрь. Снежный покров держится в течение 225—250 дней в году.
Часовой пояс
Село Ус-Кюёль находится в часовой зоне МСК+6. Смещение применяемого времени относительно UTC составляет +9:00.

## Население
| 2002 | 2010 | 2021 |
| ---- | ---- | ---- |
| 912  | ↘819 | ↘740 |

Половой состав
По данным Всероссийской переписи населения 2010 года в гендерной структуре населения мужчины составляли 50,4 %, женщины — соответственно 49,6 %.
Национальный состав
Согласно результатам переписи 2002 года, в национальной структуре населения якуты составляли 91 %.

## Улицы
| - ул. Братьев Пестряковых, - ул. В.А. Аммосова, - ул. Героя Егорова, - ул. Жилой квартал, - ул. Лесная, - ул. Механизаторов, | - ул. Молодёжная, - ул. Н.А. Аммосова, - ул. Н.Д. Бурнашёва, - ул. Н.Е. Ермолаева, - ул. Н.Н. Окоёмова, - ул. Овражная, | - ул. Парковая, - ул. Северная, - ул. Спортивная, - ул. Центральная, - ул. Юбилейная. |